# 월트 주드니치
월터 프랭클린 주드니치(영어: Walter Franklin Judnich, 1916년 1월 24일~1971년 7월 10일)는 미국의 프로 야구 선수이다. 7시즌 동안 메이저 리그 베이스볼(MLB)의 세인트루이스 브라운스, 클리블랜드 인디언스, 피츠버그 파이리츠에서 중견수로 뛰었다. 통산 790경기에 출전해 타율 .281, 90홈런, 420타점을 기록했다.
캘리포니아주 샌프란시스코에서 태어나, 뉴욕 양키스 산하 마이너 리그 팀에서 프로 생활을 시작해 그곳에서 다섯 시즌을 보냈다. 1940년에 세인트루이스 브라운스로 이적해 주전 중견수로 세 시즌을 뛰었다. 1942년 시즌 후 제2차 세계 대전으로 인해 미국 육군 항공대에서 군복무를 했다. 1946년에 다시 프로로 복귀했으나 더 이상 주전으로 뛰지 못했고, 1947년에는 1루수로 보직을 변경했다. 1948년에 클리블랜드 인디언스로 트레이드되어 그곳에서 유틸리티 플레이어의 역할을 맡았으며, 소속팀의 1948년 월드 시리즈 당시 선수단 일원으로 우승을 경험했다. 1949년에 피츠버그 파이리츠로 팀을 옮겼으며, 1955년을 마지막으로 프로에서 은퇴하기 전까지 퍼시픽 코스트 리그에서 여섯 시즌을 뛰었다.

## 성장기와 프로 경력의 시작
미국 캘리포니아주 샌프란시스코에서 태어난 주드니치는 어린 시절 야구 선수의 꿈을 키웠고, 미션 레즈가 스폰서로 있는 세미프로 야구팀에서도 뛰었다. 1935년에 미션 고등학교를 졸업했으며, 향후 메이저 리거가 되는 타이니 보냄과 렌 개브리엘슨 등도 참가한 오클랜드에서의 야구 훈련 캠프에 참여한 후 스카우트 조 더바인을 만나 뉴욕 양키스와 계약을 맺었다. 프로 첫해였던 1935년에 클래스 C 애크런 양키스에서 109경기에 출전해 .274의 타율을 기록했다. 이듬해인 1936년에는 클래스 B 노퍽 타스에서 뛰며 143경기에서 타율 .303, 24홈런을 기록했다. 1937년에는 퍼시픽 코스트 리그(PCL)의 오클랜드 오크스로 승격해 175경기에 출전, 타율 .316, 14개의 3루타를 기록했다. 1938년에는 아메리칸 어소시에이션의 캔자스시티 블루스에서 150경기에 출전해 타율 .273을 기록했다. 1939년에는 인터내셔널 리그의 뉴어크 베어스에서 뛰며 .284의 타율을 기록했다. 1940년 시즌이 시작되기 전, 뉴욕 양키스에는 주전 중견수 조 디마지오가 있었기에 더 이상 팀에 필요한 선수가 아니었던 주드니치는 메이저 리그 계약을 보장받지 못했고, 이후 세인트루이스 브라운스로 팔렸다.

## 세인트루이스 브라운스와 군복무
1940년 세인트루이스 브라운스의 스프링 트레이닝에서 인상적인 모습을 보인 주드니치는 그해 4월 16일 메이저 리그에 데뷔했다. 시즌 중반에 소속팀의 프레드 헤이니 감독은 클러치 상황에서 주드니치의 타격과 홈런을 만들어내는 능력에 고마움을 표시하며 그가 장래 스타가 될 자질을 갖고 있다고 칭찬했다. 주드니치는 루키 시즌에 24홈런, 89타점, 7개의 3루타, 97득점을 기록했는데, 이 모든 기록은 주드니치의 시즌 커리어 하이로 남았다. 그 이외에도 시즌 137경기에 출전해 타율 .303를 기록했는데, 특히 올스타전 이후에는 .360의 고타율을 기록했다. 이러한 활약으로 최우수 선수상(MVP) 투표에서 6표를 받아 18위에 이름을 올렸다.

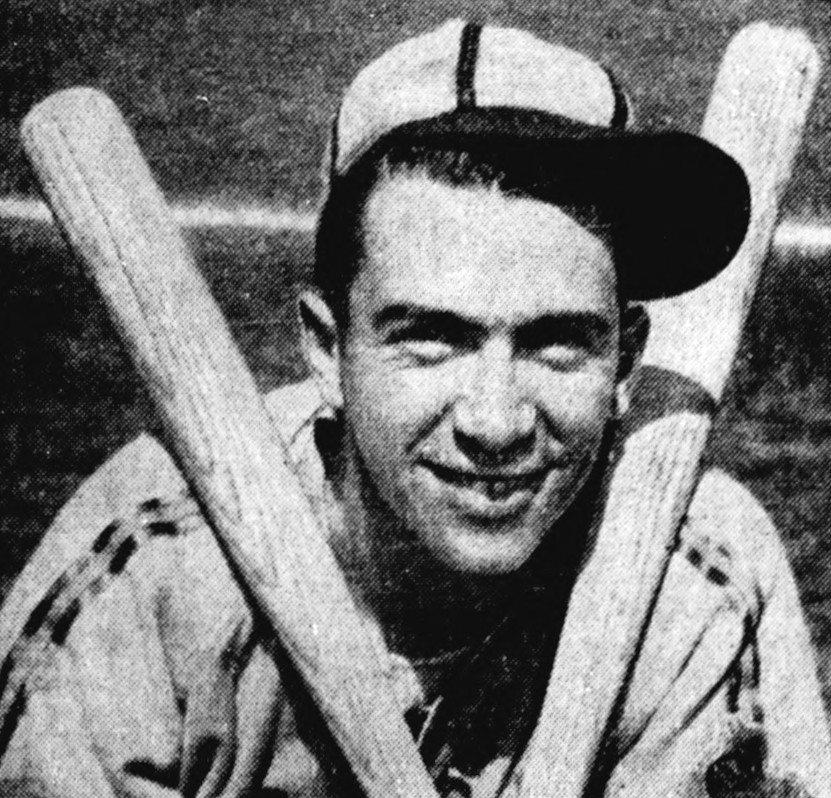
1941년경의 주드니치

1941년, 주드니치는 시즌 초반 슬럼프에 시달리며 한때는 타율이 2할 미만에 그쳤다. 하지만 시즌 내내 선발 라인업을 지켰으며 후반기에 갈수록 타격감이 회복했다. 이해 커리어 하이인 146경기에 출전하며 .284의 시즌 타율과 함께 14홈런, 40개 2루타, 83타점을 기록했다. 1942년 시즌에는 주전 중견수 자리를 맡았다. 그해 9월 10일 뉴욕 양키스와의 경기에서는 2홈런 5타점을 올리며 팀의 9–0 승리를 이끌었다. 그해 17홈런으로 이 부문 아메리칸 리그 7위에 올랐으며, 이외에도 82타점과 커리어 하이인 타율 .313를 기록했다. 이해 아메리칸 리그에서 3할 이상의 타율을 기록한 7명의 선수 중 한 명이었고, 팀 내에서는 유일한 3할 타자였다. 또한 시즌 후 MVP 투표에서도 14표를 얻어 16위에 이름을 올렸다.
1943년 3월, 주드니치는 제2차 세계 대전에 참전한 국가의 부름을 받았다. 1941년 6월에 이미 결혼했으나 입영을 미루었다. 미국 육군 항공대 소속으로 매클렐런 필드에 배치되었으며, 그곳에서 명사수가 되었고 10월에는 상등병으로 진급했다. 주드니치는 복무 중에 육군과 해군 사이의 야구 경기와 퍼시픽 코스트 리그 출신 선수들을 상대로 한 자선 경기에도 참여했으며, 그 자선 경기에서는 군인들을 위해 2만 5천 달러(2022년 기준 $373,894에 해당)의 모금액이 모였다. 다음해 주드니치는 조 디마지오와 함께 하와이에 있는 히캄 필드로 배치받았으며, 제7공군 야구팀에도 몸담았다. 한 연습 경기에서는 다섯 번 연속 홈런을 쳐내 12타점을 생산하며 팀의 30–2 대승을 이끌기도 했다. 1945년에는 캘리포니아의 캠프 빌에 배치되었다가 그해 11월 30일에 제대했다.
주드니치는 이듬해인 1946년 세인트루이스 브라운스에 복귀해 선발 라인업에 이름을 올렸지만, 군복무 이전의 파워를 보여주지는 못했다. 그해 7월 루크 스웰 감독은 플레이에 어려움을 겪고 있는 주드니치를 몇 경기 쉬게 하고 대신 그 자리에 알 자릴라를 투입시켰다. 이해 주드니치는 132경기에서 타율 .262, 15홈런, 72타점을 기록했는데, 야간 경기에서는 .309의 타율을 보이며 더 나은 성적을 보여주었다. 1947년, 머디 루엘 브라운스 신임 감독은 중견수가 주 포지션인 폴 레너를 주전으로 기용하기 위해 주드니치의 포지션을 1루수로 옮기게 했다. 주드니치 본인은 1루수보다 외야수로 뛰길 원했지만 시즌 대부분 주전 1루수로 출전했으며, 시즌 중 아들의 출생을 함께하기 위해 집으로 돌아가면서 몇 경기를 결장했다. 이해 시즌 성적은 144경기에서 타율 .258, 18홈런, 64타점을 기록했다.

## 이후의 삶
1947년 11월 20일, 세인트루이스 브라운스는 주드니치와 밥 먼크리프를 클리블랜드 인디언스로 보내고 2만 5천 달러, 조 프레이저, 딕 코코스, 브라이언 스티븐스를 받는 트레이드를 단행했다. 1948년 시즌을 앞두고 주드니치는 원래 주전 중견수 기용이 예상되었으나 오프시즌에 서먼 터커가 영입되면서 유틸리티 플레이어로 뛰게 되었다. 상대 팀의 선발투수 매치업에 따라 중견수 서먼 터커, 우익수 앨리 클라크, 1루수 에디 로빈슨의 백업으로 투입되었다. 그해 79경기에서 타율 .257, 2홈런, 29타점을 기록했다. 1948년 월드 시리즈에서는 4경기에 출전해 13타수 1안타 1득점 1타점을 기록했다. 1949년 2월 9일, 피츠버그 파이리츠는 인디언스로부터 주드니치의 계약을 사들였는데, 이는 1루수 뎁스 자원을 확보하기 위함이었다. 이러한 결과로 주드니치는 시즌 시작과 함께 메이저 리그 로스터에 이름을 올렸다. 하지만 파이리츠 유니폼을 입고 뛴 경기는 10경기가 다였고, 타율은 .229에 그쳤다. 그해 5월에 퍼시픽 코스트 리그의 샌프란시스코 실스에게 계약이 팔리면서 주드니치의 메이저 리그 경력은 마무리되었다.
주드니치는 1949년의 남은 시즌 실스 소속으로 116경기에 출전해 타율 .269, 18홈런을 기록했다. 1950년에는 시애틀 레이니어스에 합류해 166경기에서 타율 .285, 19홈런, 84타점을 기록했다. 1951년에도 시애틀 소속으로 뛰며 첫 두 달간 쾌조의 시즌 출발을 보였고, .381의 타율로 이 부문 리그 1위를 달렸다. 그해 147경기에 출전해 타율 .329, 21홈런, 102타점을 올리며 소속팀의 리그 우승에 힘을 보탰다. 시애틀에서의 오프 시즌 기간에는 푸에르토리코의 레오네스 데 폰세에서 뛰었다. 1953년에도 시애틀에서 뛰며 177경기에서 타율 .287, 15홈런, 105타점을 올렸으며, 이듬해인 1953년에는 147경기에서 타율 .298, 16홈런, 101타점을 기록했다.
1953년 시즌 후 시애틀 레이니어스는 37세의 주드니치를 대체하는 대신 젊은 선수단을 꾸리고자 했고, 이로 인해 포틀랜드 비버스에서 주드니치의 계약을 사들였다. 1954년 주드니치는 포틀랜드에서 뛰며 156경기에서 타율 .272, 18홈런, 81타점을 기록했고, 다음해 시즌 초반에도 포틀랜드에서 시즌을 시작했으나 25경기를 뛴 이후 계약이 샌프란시스코 실스로 다시 팔렸다. 주드니치는 1955년 실스에서 112경기에 출전해 타율 .282를 기록했다. 시즌 후 실스 구단은 주드니치를 루이빌 커늘스로 이적시켰으나, 주드니치 자신은 미국 서해안 지역을 떠나고 싶지 않아 팀을 옮기기를 주저해 결국 은퇴를 선택했다.
주드니치는 프로 야구계에서 은퇴한 후 캘리포니아주 글렌데일로 거주지를 옮겨 아내와 세 자녀와 함께 살았다. 이후 비교적 조용한 삶을 살았는데, 취미나 관심사에 대한 질문을 받을 때면 “우리 팬들은 그런 것들에 관심이 없다”라고 답하곤 했다. 주드니치는 55세의 나이로 사망했고, 시신은 글렌데일의 그랜드 뷰 메모리얼 파크 묘지에 묻혔다가 이후 아내의 고향인 아칸소주 잭슨빌에 있는 바유 메토 묘지로 이장되었다.

## 통산 기록
| 연 도     | 소 속                           | 경 기                           | 타 석                           | 타 수                           | 득 점                           | 안 타                           | 2 루 타                         | 3 루 타                         | 홈 런                           | 루 타                           | 타 점                           | 도 루                           | 도 루 자                        | 희 생 번                        | 희 생 플                        | 볼 넷                           | 고 4                            | 사 구                           | 삼 진                           | 병 살 타                        | 타 율                           | 출 루 율                        | 장 타 율                        | O P S                           |
| --------- | ------------------------------- | ------------------------------- | ------------------------------- | ------------------------------- | ------------------------------- | ------------------------------- | ------------------------------- | ------------------------------- | ------------------------------- | ------------------------------- | ------------------------------- | ------------------------------- | ------------------------------- | ------------------------------- | ------------------------------- | ------------------------------- | ------------------------------- | ------------------------------- | ------------------------------- | ------------------------------- | ------------------------------- | ------------------------------- | ------------------------------- | ------------------------------- |
| 1940년    | SLB                             | 137                             | 577                             | 519                             | 97                              | 157                             | 27                              | 7                               | 24                              | 270                             | 89                              | 8                               | 5                               | 4                               |                                 | 54                              | 3                               | 0                               | 71                              | 7                               | .303                            | .368                            | .520                            | .888                            |
| 1941년    | SLB                             | 146                             | 632                             | 546                             | 90                              | 155                             | 40                              | 6                               | 14                              | 249                             | 83                              | 5                               | 5                               | 4                               |                                 | 80                              | 0                               | 2                               | 45                              | 12                              | .284                            | .377                            | .456                            | .833                            |
| 1942년    | SLB                             | 132                             | 544                             | 457                             | 78                              | 143                             | 22                              | 6                               | 17                              | 228                             | 82                              | 3                               | 2                               | 9                               |                                 | 74                              | 2                               | 4                               | 41                              | 7                               | .313                            | .413                            | .499                            | .912                            |
| 1943년    | 메이저 리그 기록 없음 (군 복무) | 메이저 리그 기록 없음 (군 복무) | 메이저 리그 기록 없음 (군 복무) | 메이저 리그 기록 없음 (군 복무) | 메이저 리그 기록 없음 (군 복무) | 메이저 리그 기록 없음 (군 복무) | 메이저 리그 기록 없음 (군 복무) | 메이저 리그 기록 없음 (군 복무) | 메이저 리그 기록 없음 (군 복무) | 메이저 리그 기록 없음 (군 복무) | 메이저 리그 기록 없음 (군 복무) | 메이저 리그 기록 없음 (군 복무) | 메이저 리그 기록 없음 (군 복무) | 메이저 리그 기록 없음 (군 복무) | 메이저 리그 기록 없음 (군 복무) | 메이저 리그 기록 없음 (군 복무) | 메이저 리그 기록 없음 (군 복무) | 메이저 리그 기록 없음 (군 복무) | 메이저 리그 기록 없음 (군 복무) | 메이저 리그 기록 없음 (군 복무) | 메이저 리그 기록 없음 (군 복무) | 메이저 리그 기록 없음 (군 복무) | 메이저 리그 기록 없음 (군 복무) | 메이저 리그 기록 없음 (군 복무) |
| 1944년    | 메이저 리그 기록 없음 (군 복무) | 메이저 리그 기록 없음 (군 복무) | 메이저 리그 기록 없음 (군 복무) | 메이저 리그 기록 없음 (군 복무) | 메이저 리그 기록 없음 (군 복무) | 메이저 리그 기록 없음 (군 복무) | 메이저 리그 기록 없음 (군 복무) | 메이저 리그 기록 없음 (군 복무) | 메이저 리그 기록 없음 (군 복무) | 메이저 리그 기록 없음 (군 복무) | 메이저 리그 기록 없음 (군 복무) | 메이저 리그 기록 없음 (군 복무) | 메이저 리그 기록 없음 (군 복무) | 메이저 리그 기록 없음 (군 복무) | 메이저 리그 기록 없음 (군 복무) | 메이저 리그 기록 없음 (군 복무) | 메이저 리그 기록 없음 (군 복무) | 메이저 리그 기록 없음 (군 복무) | 메이저 리그 기록 없음 (군 복무) | 메이저 리그 기록 없음 (군 복무) | 메이저 리그 기록 없음 (군 복무) | 메이저 리그 기록 없음 (군 복무) | 메이저 리그 기록 없음 (군 복무) | 메이저 리그 기록 없음 (군 복무) |
| 1945년    | 메이저 리그 기록 없음 (군 복무) | 메이저 리그 기록 없음 (군 복무) | 메이저 리그 기록 없음 (군 복무) | 메이저 리그 기록 없음 (군 복무) | 메이저 리그 기록 없음 (군 복무) | 메이저 리그 기록 없음 (군 복무) | 메이저 리그 기록 없음 (군 복무) | 메이저 리그 기록 없음 (군 복무) | 메이저 리그 기록 없음 (군 복무) | 메이저 리그 기록 없음 (군 복무) | 메이저 리그 기록 없음 (군 복무) | 메이저 리그 기록 없음 (군 복무) | 메이저 리그 기록 없음 (군 복무) | 메이저 리그 기록 없음 (군 복무) | 메이저 리그 기록 없음 (군 복무) | 메이저 리그 기록 없음 (군 복무) | 메이저 리그 기록 없음 (군 복무) | 메이저 리그 기록 없음 (군 복무) | 메이저 리그 기록 없음 (군 복무) | 메이저 리그 기록 없음 (군 복무) | 메이저 리그 기록 없음 (군 복무) | 메이저 리그 기록 없음 (군 복무) | 메이저 리그 기록 없음 (군 복무) | 메이저 리그 기록 없음 (군 복무) |
| 1946년    | SLB                             | 142                             | 573                             | 511                             | 60                              | 134                             | 23                              | 4                               | 15                              | 210                             | 72                              | 0                               | 4                               | 2                               |                                 | 60                              | 4                               | 0                               | 54                              | 8                               | .262                            | .340                            | .411                            | .751                            |
| 1947년    | SLB                             | 144                             | 564                             | 500                             | 58                              | 129                             | 24                              | 3                               | 18                              | 213                             | 64                              | 2                               | 5                               | 4                               |                                 | 60                              | 3                               | 0                               | 62                              | 6                               | .258                            | .338                            | .426                            | .764                            |
| 1948년    | CLE                             | 79                              | 281                             | 218                             | 36                              | 56                              | 13                              | 3                               | 2                               | 81                              | 29                              | 2                               | 3                               | 6                               |                                 | 56                              | 5                               | 1                               | 23                              | 5                               | .257                            | .411                            | .372                            | .782                            |
| 1949년    | PIT                             | 10                              | 36                              | 35                              | 5                               | 8                               | 1                               | 0                               | 0                               | 9                               | 1                               | 0                               | 0                               | 0                               |                                 | 1                               | 0                               | 0                               | 2                               | 0                               | .229                            | .250                            | .257                            | .507                            |
| 통산: 7년 | 통산: 7년                       | 790                             | 3207                            | 2786                            | 424                             | 782                             | 150                             | 29                              | 90                              | 1260                            | 420                             | 20                              | 24                              | 29                              |                                 | 385                             | 17                              | 7                               | 298                             | 45                              | .281                            | .369                            | .452                            | .822                            |